# Escañuela
Escañuela é um município da Espanha na província de Jaén, comunidade autónoma da Andaluzia, de área 13,9 km² com população de 950 habitantes (2006) e densidade populacional de 69,01 hab/km².

## Demografia
| Variação demográfica do município entre 1991 e 2004 | Variação demográfica do município entre 1991 e 2004 | Variação demográfica do município entre 1991 e 2004 | Variação demográfica do município entre 1991 e 2004 |
| --------------------------------------------------- | --------------------------------------------------- | --------------------------------------------------- | --------------------------------------------------- |
| 1991                                                | 1996                                                | 2001                                                | 2004                                                |
| 1033                                                | 1005                                                | 962                                                 | 942                                                 |